# イエローヘア
『イエローヘア』（原題：노랑머리、英題：Yellow Hair）は、1999年に製作された韓国映画。
第3回（1999年）富川国際ファンタスティック映画祭「ファンタスティック韓国映画特別展」部門、第13回（2000年）ヘルシンキ国際映画祭Asia Meets Europe部門出品作品。

## キャスト
- ユナ：イ・ジェウン
- サンヒ：キム・ギヨン
- ヨンギュ：キム・ヒョンチョル
- ウンミ：キム・ヒオク
- パク・キョンファン
- カン・テジュン

## 受賞

### 1999年度
- 第20回青龍映画賞 - 新人女優賞（イ・ジェウン）
- 第37回大鐘賞 - 新人女優賞（イ・ジェウン）